# 马戈马达斯
马戈马达斯（義大利語：Magomadas），是意大利奥里斯塔诺省的一个市镇。总面积8.95平方公里，人口654人，人口密度73.1人/平方公里（2009年）。ISTAT代码为095083。